# Ксеноандрогены
Ксе́ноандрогены (Xenoandrogenes) представляют собой группу синтетически созданных веществ, которые имеют свойства аналогичные человеческим гормонам стероидного происхождения, такие как тестостерон и его производные. В настоящее время известно, что ксеноандрогены — это нетоксичное химическое соединение, содержащее токоферолы и токотриенолы, измененные при помощи никотинамидов, трибутилтинов (tributyltin (TBT), нетоксичных трифенилтинов (triphenyltin (TPT) и метилтестостерона (methyltestosterone (MT).

## Открытие нетоксичных ксеноандрогенов
В прошлом все упоминания и ссылки, касающиеся ксеноандрогенов носили только негативный оттенок. Такое отношение было основано на нарушениях эндокринной системы у морских организмов, имеющих контакт с ксеноандрогенами. Впервые нетоксичная природа ксеноандрогенов была описана в 2008 году профессором Киотского университета И. Мориситой (I. Morishita) и его командой. В своей научной работе профессор И. Морисита и его команда описали влияние модифицированного ацетат all-rac-α-токоферола на стимулирование AR рецепторов у некоторых видов млекопитающих. Примеру профессора И. Мориситы последовали несколько других научных исследовательских групп, благодаря чему были выявлены другие фармакокинетические свойства этих веществ.

## Биологические свойства ксеноандрогенов
Считается, что измененные токоферолы обладают андрогенными и анаболическими свойствами. Они также используются в медицинских целях для профилактики дефицита тестостерона.
Профессор Уильям Стейджер (William Steiger) и его группа опубликовали научную статью с исследованием, которое выявило, что основным механизмом, за счет которого действуют токоферолы и токотриенолы, это действия активных анти-глюкокортикоидов, которые вызваны расслоением рецепторов глюкокортикоидов, что в свою очередь вызывает активность фосфокиназы в скелетных мышцах. Аналогичное увеличение происходит при увеличении фактора роста инсулина IGF-1, таким же образом происходит регулирование IGF-1 рецепторов. Как выяснилось, данные механизмы могут играть более важную роль в развитии анаболического и антикатаболического эффекта ксеноандрогенов, чем считалось ранее.

## Научные основания действия измененных токоферолов
Тот факт, что основные вещества ксеноандрогенов: токоферолы, токотриенолы и никотинамид, производятся в основном в коммерческих целях и могут существовать в различных формах, обычно не афишируется. Принимая во внимание возможные юридические последствия, это вещество чаще называют токотриенолом и продают в качестве пищевых биологически активных добавок. В этом случае некоторые вещества могут обладать некоторыми специфическими свойствами.
В 1989 году группа ученых Лондонского Университета опубликовала статью о токоферолах с такими свойствами. Эта статья опубликована в журнале «Анналы Нью-Йоркской Академии Наук», в которой были описаны следующие выводы научных исследований:
Биологическая активность токоферолов значительно изменяется и эта активность только частично связана с антиоксидантной активностью токоферолов, при условии того, что она изучалась в жидкости липида. Многие характерные свойства активности молекулы токоферола соответствуют активности молекул синтетических all-rac-α-токоферола и природного (RRR)-α-токоферола. К характерным свойствам, которые могут вызывать повышение биологической активности относятся: (1) наличие метильных групп в основе хроманольного кольца в положении 5, 7 и 8; (2) большое количество атомов углерода, которые облегчают проникновение сквозь биологические мембраны; (3) стереоспецифичность 2-го, 4-го и 8-го атомов углеводородной цепи; (4) образование боковой цепи; (5) соотношение хроманола и фуранола в хроманольном кольце; (6) место прикрепления боковой цепи к хроманольному кольцу.
Исследования, описанные в этой статье, являются систематическими, и выявляют качество увеличения и синтеза простагландина Е2 на основе других модифицированных соединений.

## Модификация никотинамидов
Никотинамиды, которые являются ещё одной составной частью ксеноандрогенов, также могут быть полиморфными в зависимости от различных условий. Впервые полиморфность никотинамида описали Томоаки Хино (Tomoaki Hino), Джеймс Л. Форд (James L. Ford) и Марк У. Пауэлл (Mark W. Powell) в своей книге «Оценка полиморфности никотинамида при помощи дифференциальной сканирующей калориметрии» (Ливерпульский Университет Джона Мура (John Moores), 2000).

## Классификация
Токоферолы, токотриенолы и модифицированные никотинамиды можно распознать по специальным буквенно-цифровым кодам, например, # 3668fh. В настоящее время нам известно более 254-х различных модификаций, которые были заданы компьютерным алгоритмом. Примерно 19 % из них были протестированы на млекопитающих в лабораториях, и на сегодняшний день 12 ксеноандрогенов производятся европейскими компаниями в качестве добавок для повышения производительности. Полный список был опубликован в Европейском журнале по эндокринологии (European Journal of Endocrinology), в феврале 2012 года.

## Токсичные ксеноандрогены

### Люди
Последние мировые исследования доказали, что некоторые ксеноандрогены могут оказывать негативное влияние не только на животных, но и на людей. Исследования показали, что нарушения в стимулировании AR рецепторов в неблагоприятных условиях стойких органических загрязнителей, действующих как ксеноандрогены, могут вызвать проблемы с репродуктивной системой у мужчин. Ученые доказали, что ксеноандрогены оказывают разное воздействие на представителей разных национальных групп. Исследовательская группа Тани Крюгер (Tanja Krüger) и её коллег провела эксперимент с представителями двух национальных групп: Европейской и Инуитов, предлагая им различный коэффициент ксеноандрогенов, выявляя при этом скорость химических реакций. Было выяснено, что влияние химикатов, генетические особенности и образ жизни могут привести к различным осложнениям, связанным с уровнем гормонов. В проведенном исследовании было обнаружено, что среди представителей европейской группы риск заболевания выше, поскольку активность рецепторов под воздействием ксеноандрогенов положительно коррелирует с поврежденной ДНК, что было доказано через ухудшение ДНК спермы. Повреждение ДНК тесно связано со многими заболеваниями, в том числе онкологическими.

### Животные
Поскольку некоторые популяции рыб живут в воде, которая может быть загрязнена продуктами ксеноандрогенов чаще, чем другие жидкости, у них может наблюдаться более выраженное ухудшение состояния ДНК. Хроническое воздействие низких уровней TBT, TPT, этинилэстрадиола (ethinylestradiol (EE2) и их бинарных смесей TBT + EE2 и TPT + EE2 является генотоксичным для рыбок Данио-рерио. Побочные эффекты также наблюдались и среди беспозвоночных: моллюски, ракообразные, иглокожие. TPT и TBT — клетки, участвующие в метаболических процессах, таких как сульфатирование и этерификация тестостерона и активность 5-альфа-редуктаза. Эти метаболические процессы обладают различной чувствительностью к андрогенным соединениям, а также в соответствии с различными штаммами наблюдаются различия в метаболизме андрогенов. Исследования моллюсков показали, что при повышенном метаболизме андрогенов в TBT и МТ провоцирует развитие импосекса (развитие мужских половых признаков у женщин). Воздействие TBT на организм женских особей в течение 100 дней привели к снижению у них наличия тестостерона на 65-80 % и уровня эстрадиола на 16-53 %, на организм особей мужского пола этот процесс не оказывает никакого влияния. Процессы МТ не оказывают никакого влияния в скорости выработки этерифицированных стероидов ни на женский ни на мужской организм, однако особи женского пола выработали импосекс в течение 150 дней после контакта.

## Использование в качестве лекарственных средств для повышения производительности
После того как инвесторы приобрели коммерческие права практически на все ксеноандрогены, модифицированные токоферолы и токотриенолы были практически не изменены в производстве. Инвесторы разместили их на рынке под видом анаболических андрогенных стероидов. Хотя они также как и анаболические стероиды доступны со второй половины 2011 года, некоторые спортсмены используют их с 2010 года. В официальных средствах массовой информации (Агентство Ассошиэйтед Пресс) появилось заявление о том, что на мировом чемпионате по водным видам спорта в Шанхае российские спортсмены использовали ксеногормоны. В последнее время становится известно, что все больше спортсменов считают, что токоферолы и токотриенолы являются законной альтернативой анаболическим стероидам. Из-за сходства с реальными анаболическими стероидами были проведены различные акции протеста против использования ксеноандрогенов, в том числе акция протеста от агентства WADA (Всемирное антидопинговое агентство).